# Iwaniwka (hromada Kucurub)
Iwaniwka (ukr. Іванівка) – wieś na Ukrainie, w obwodzie mikołajowskim, w rejonie mikołajowskim, w hromadzie Kucurub. W 2001 liczyła 1341 mieszkańców, spośród których 1090 wskazało jako ojczysty język ukraiński, 225 rosyjski, 16 mołdawski, 2 białoruski, 2 ormiański, 1 gagauski, 3 niemiecki, a 2 inny.